# 히바테주주

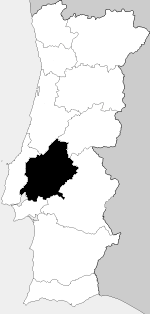
옛 히바테주주

히바테주주(포르투갈어: Ribatejo, IPA: [ʁiβɐˈtɛʒu])는 포르투갈의 옛 주 중 유일하게 해안이나 스페인 국경과 맞닿아 있지 않던 가장 중심에 위치한 주였다. 타구스강이 지역을 가로지르고 있으며, 히바테주의 명칭 또한 타구스강가를 뜻하는 "히바 두 테주"(포르투갈어: riba do Tejo)에서 유래하다. 또한 이 지역은 포르투갈에서 가장 비옥한 농경지를 이루며, 포르투갈식 투우에 이용되는 동물들이 길러진다.
히바테주주는 1936년 공식적으로 생겨났다. 아브란트스, 알카네나, 알메이링, 알피아르사, 아잠부자, 베나벤트, 카르타슈, 샤무스카, 콘스탄시아, 골레강, 살바테하드마구스, 산타렝, 토마르, 토흐스노바스, 빌라프랑카드시라, 빌라노바다바르키냐 등이 있다. 가장 큰 촌락으로는 산타렝과 토마르가 있다.
1976년 히바테주주가 해체되었다. 대부분의 지역은 산타렝현에 포함되었다. 후에는 레지리아두테주 준지방과 메디우테주 준지방의 일부로 지정된다.

## 자치 단체
- 리스보아현: 아잠부자, 빌라프랑카드시라
- 포르탈레그르현: 폰트드소르
- 산타렝현: 아브란트스, 알세네나, 알메이링, 알피아르사, 베나벤트, 카르타슈, 샤무스카, 콘스탄시아, 코루시, 페헤이라두제제르, 골레강, 히우마이오르, 살바테하드마구스, 산타렝, 사르도알, 토마르, 토흐스노바스, 빌라노바다바르키냐